# Jean-Claude Dubé
Pour les articles homonymes, voir Dubé.
Jean-Claude Dubé (1925-2019) est un professeur, historien et écrivain canadien.
Il possède un doctorat de l'Université de Paris. 
Il est professeur d'histoire à l'Université d'Ottawa. Il a été président, de 1995 à 1997, de la Société canadienne d'histoire de l'église catholique.

## Publications
- Claude-Thomas Dupuy, intendant de la Nouvelle-France, 1969
- Les Intendants de la Nouvelle-France, 1984
- Les Bigot, du XVIe siècle à la Révolution. Évolution d'un lignage, 1987
- De France en Nouvelle-France: Société Fondatrice Et Société Nouvelle, 1994
- Le chevalier de Montmagny, premier gouverneur de la Nouvelle-France, 1999

## Honneurs
- 1989 : Membre de la Société royale du Canada
- 1999 : Finaliste au Prix du Gouverneur général